# Чёрная Лиса: Правдивая история об Адольфе Гитлере
«Чёрная Лиса: Правдивая история об Адольфе Гитлере» (англ. Black Fox: The True Story of Adolf Hitler) — американский документальный фильм 1962 года, режиссёра Луи Клайда Стоумена.

## Сюжет
Фильм устами Марлен Дитрих повествует о жизни Адольфа Гитлера, начиная от детства в Австрии и заканчивая его смертью в бункере. Кроме биографической составляющей, эта картина содержит в себе глубокий анализ тех причин, которые сделали возможными приход к власти Гитлера и его дальнейшие преступления. Частично фильм, использующий аллегории, основан на средневековой народной сказке о Рейнеке-Лисе, изложенной Гёте.

## Награда
Премия «Оскар» (1963) за лучший документальный полнометражный фильм (Луи Клайд Стоумен).